# Nomada schulthessi
Nomada schulthessi är en biart som beskrevs av Schwarz 1999. Nomada schulthessi ingår i släktet gökbin, och familjen långtungebin. Inga underarter finns listade i Catalogue of Life.